# Paulo Bittencourt
Paulo Bittencourt (Rio de Janeiro, 20 de julho de 1892 - Estocolmo, Suécia, 2 de agosto de 1963), foi um jornalista e empresário brasileiro; era proprietário do jornal Correio da Manhã.

## Biografia
Filho do casal Edmundo Bittencourt e Amália Bittencourt, fez seus estudos primários em Petrópolis e, posteriormente, foi pra Cambridge, na Inglaterra, completar seus estudos. Paulo formou-se na Faculdade Nacional de Direito, do Rio de Janeiro.
Após ao término da Primeira Guerra Mundial, Paulo Bittencourt acompanhou a comitiva brasileira liderada por Epitácio Pessoa para as negociações do acordo de paz do Tratado de Versalhes.
De volta ao Brasil, passou a frequentar a redação do Correio da Manhã, jornal de propriedade de seu pai Edmundo. Na década de 1920, com a prisão politica de seu pai, Paulo assume provisoriamente o comando do jornal, até ser também preso. O motivo da prisão foi a agressiva oposição que o jornal fazia contra o governo do presidente Artur Bernardes. Tempos depois, pai e filho seriam libertados.
Durante os acontecimentos que culminariam na Revolução de 1930, Paulo Bittencourt enfrentou a ameaça do Correio da Manhã sofrer uma iminente invasão e depredação.
Em 1929, Paulo Bittencourt passou a comandar definitivamente o periódico de seu pai, buscando dar ao jornal uma estrutura mais empresarial. Paulo construiu a nova sede do Correio da Manhã, na Avenida Gomes Freire; também reformou todos os deparamentos do jornal, dando-lhe novas máquinas de composição, gravura e impressão. Buscou a ampliação da carteira publicitária, o que ampliou a renda financeira do jornal.
No comando de Paulo Bittencourt, e o auxilio do redator-chefe Costa Rego, o jornal Correio da Manhã consolidou uma linha editorial de perfil conservador, elitista, porém defensor das liberdades, da democracia e de independência em relação ao Governo, contara o autoritarismo.
Apreciador e colecionador de arte, através de sua segunda esposa Niomar Muniz Sodré, Paulo Bittencourt incentivou a fundação do Museu de Arte Moderna do Rio de Janeiro, em 1948.
Entre 1954 e 1955, foi presidente da Inter American Press Association
Em 1957, Paulo recebeu o importante prêmio jornalistico Maria Moors Cabot, nos Estados Unidos. Durante a fase mais conceituada do jornal Correio da Manhã, de 1929 a 1963, seria Paulo Bittencourt quem estaria à frente do jornal.
Faleceu após uma crise cardíaca, em 1963, quando buscava tratamento de saúde, na Europa. Com o falecimento de Paulo Bittencourt em 1963, o jornal Correio da Manhã passou à propriedade de sua segunda mulher, Niomar Muniz Sodré Bittencourt, que era filha do senador Moniz Sodré.

## Homenagem
Como forma de homenagem e reconhecimento, o viaduto de pedestres que cruza as pistas de automóveis do Aterro do Flamengo e dá acesso ao Museu de Arte Moderna do Rio do qual ele foi co-fundador, passou a se denominar como Viaduto Paulo Bittencourt , sendo projetado sem nenhuma coluna de sustentação pelo arquiteto modernista Affonso Eduardo Reidy e executado pelo engenheiro Sydney Martins Gomes dos Santos, na década de 1960.